# Inundační most v Mirovicích
Inundační most přes řeku Skalici stojí na katastrálním území Mirovice v části v okrese Písek. V roce 2018 byl Ministerstvem kultury České republiky prohlášen kulturní památkou České republiky.

## Historie
Inundační most měl šest oblouků a byl postaven místním stavitelem Stanislavem Táborským. Stavba byla zahájena v roce 1870 a v roce 1876 byl dán do užívání. V roce 1924 byl most při rekonstrukci osazen betonovým zábradlím a byla na něm položena nová kamenná dlažba. V roce 1988 při výstavbě průtahu silnice I/19 městem byly ubourány dva jižní oblouky a na kamennou dlažbu byl položen živičný povrch. Most byl uzavřen pro automobilovou dopravu a slouží pro pěší a cyklisty.

## Popis
Inundační most je kamenný obloukový s horní mostovkou o čtyřech obloucích, které jsou neseny mohutnými pilíři. Oblouky kleneb a pilíře jsou obloženy kamennými kvádry. Sloupkové zábradlí na mostě je betonové. Na povodní straně je na mostě upevněno vodovodní potrubí.
Most na jihozápadním okraji obce přemosťoval řeku Skalici a záplavové území a dosahoval městské části Zámostí. Je součástí Městské památkové zóny Mirovice.